# 일본 레코드 대상

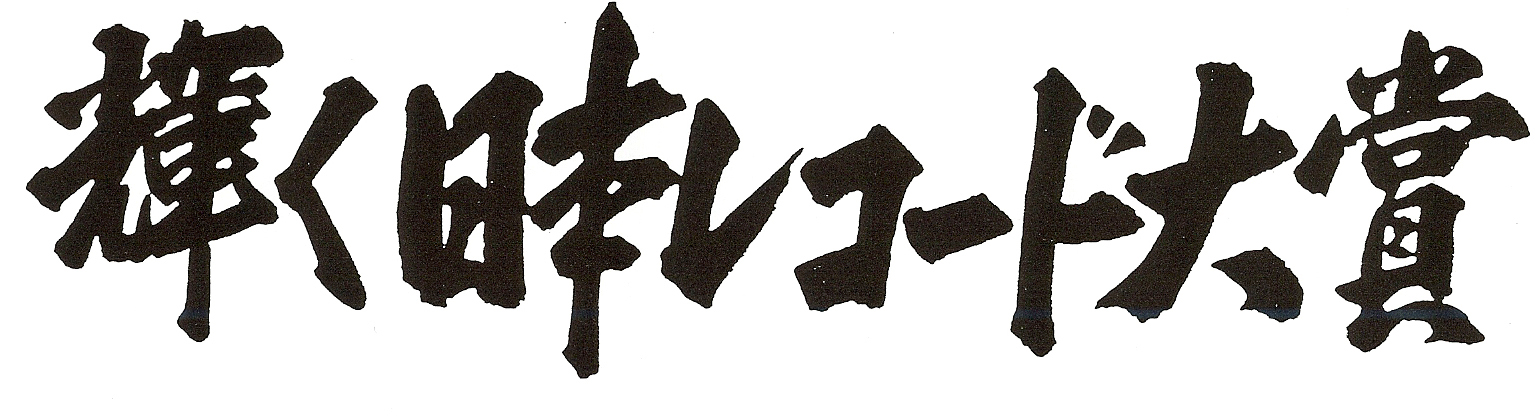

일본 레코드 대상(Japan Record Awards, 日本レコード大賞)은 일본 작곡가 협회(Japan Composer's Association)에서 탁월한 업적을 나타낸 사람에게 매년 수여하는 상이다. 일본 레코드 대상 시상식은 유명 음악인들의 공연과 더불어 진행되며 시상식은 텔레비전으로 방영된다.
이 상은 1959년에 처음 착상되었다. 시상식은 매년 12월 30일 TBS 방송국에서 현장 중계 방영된다.

## 주요 수상 부문
- 일본 레코드 대상 (우수 작품상 수상자 최고점수를 받은 자가 수상)
- 우수 작품상
- 최우수 신인상 (우수 신인상 수상자 최고점수를 받은 자가 수상)
- 우수 신인상
- 최우수 가창상
- 최우수 프로듀서상 (우수 프로듀서상 수상자 최고점수를 받은 자가 수상)
- 우수 프로듀서상
- 작곡상
- 작사상
- 편곡상
- 기획상
- 일본작곡가협회장려상
- 특별상
- 공로상
- 특별공로상

## 역대 레코드 대상 수상자·곡
| 횟수 | 연도   | 곡명                                         | 곡명                                         | 가수                                     |
| ---- | ------ | -------------------------------------------- | -------------------------------------------- | ---------------------------------------- |
| 1    | 1959년 | 黒い花びら                                   | 黒い花びら                                   | 미즈하라 히로시                          |
| 2    | 1960년 | 誰よりも君を愛す                             | 誰よりも君を愛す                             | 마츠오 가즈코 와다 히로시와 마히나스타즈 |
| 3    | 1961년 | 君恋し                                       | 君恋し                                       | 프랭크 나가이                            |
| 4    | 1962년 | いつでも夢を                                 | いつでも夢を                                 | 하시 유키오 요시나가 사유리              |
| 5    | 1963년 | こんにちは赤ちゃん                           | こんにちは赤ちゃん                           | 아즈사 미치요                            |
| 6    | 1964년 | 愛と死をみつめて                             | 愛と死をみつめて                             | 아오야마 가즈코                          |
| 7    | 1965년 | 柔                                           | 柔                                           | 미소라 히바리                            |
| 8    | 1966년 | 霧氷                                         | 霧氷                                         | 하시 유키오                              |
| 9    | 1967년 | ブルー・シャトウ                             | ブルー・シャトウ                             | 잭키 요시카와와 블루 코메츠              |
| 10   | 1968년 | 天使の誘惑                                   | 天使の誘惑                                   | 마유즈미 준                              |
| 11   | 1969년 | いいじゃないの幸せならば                     | いいじゃないの幸せならば                     | 사가라 나오미                            |
| 12   | 1970년 | 今日でお別れ                                 | 今日でお別れ                                 | 스가와라 요이치                          |
| 13   | 1971년 | また逢う日まで                               | また逢う日まで                               | 오자키 기요히코                          |
| 14   | 1972년 | 喝采                                         | 喝采                                         | 치아키 나오미                            |
| 15   | 1973년 | 夜空                                         | 夜空                                         | 이츠키 히로시                            |
| 16   | 1974년 | 襟裳岬                                       | 襟裳岬                                       | 모리 신이치                              |
| 17   | 1975년 | シクラメンのかほり                           | シクラメンのかほり                           | 후세 아키라                              |
| 18   | 1976년 | 北の宿から                                   | 北の宿から                                   | 미야코 하루미                            |
| 19   | 1977년 | 勝手にしやがれ                               | 勝手にしやがれ                               | 사와다 겐지                              |
| 20   | 1978년 | UFO                                          | UFO                                          | 핑크레이디                               |
| 21   | 1979년 | 魅せられて                                   | 魅せられて                                   | 주디 온그                                |
| 22   | 1980년 | 雨の慕情                                     | 雨の慕情                                     | 야시로 아키                              |
| 23   | 1981년 | ルビーの指環                                 | ルビーの指環                                 | 데라오 아키라                            |
| 24   | 1982년 | 北酒場                                       | 北酒場                                       | 호소카와 다카시                          |
| 25   | 1983년 | 矢切の渡し                                   | 矢切の渡し                                   | 호소카와 다카시                          |
| 26   | 1984년 | 長良川艶歌                                   | 長良川艶歌                                   | 이츠키 히로시                            |
| 27   | 1985년 | ミ・アモーレ                                 | ミ・アモーレ                                 | 나카모리 아키나                          |
| 28   | 1986년 | DESIRE -情熱-                                | DESIRE -情熱-                                | 나카모리 아키나                          |
| 29   | 1987년 | 愚か者                                       | 愚か者                                       | 콘도 마사히코                            |
| 30   | 1988년 | パラダイス銀河                               | パラダイス銀河                               | 히카루GENJI                              |
| 31   | 1989년 | 淋しい熱帯魚                                 | 淋しい熱帯魚                                 | Wink                                     |
| 32   | 1990년 | 엔                                           | 恋唄綴り                                     | 호리우치 다카오                          |
| 32   | 1990년 | 팝                                           | おどるポンポコリン                           | 비비퀸즈                                 |
| 33   | 1991년 | 엔                                           | 北の大地                                     | 키타지마 사부로                          |
| 33   | 1991년 | 팝                                           | 愛は勝つ                                     | KAN                                      |
| 34   | 1992년 | 엔                                           | 白い海峡                                     | 오츠키 미야코                            |
| 34   | 1992년 | 팝                                           | 君がいるだけで                               | 코메코메 클럽                            |
| 35   | 1993년 | 無言坂                                       | 無言坂                                       | 코자이 카오리                            |
| 36   | 1994년 | innocent world                               | innocent world                               | Mr.Children                              |
| 37   | 1995년 | Overnight Sensation ~時代はあなたに委ねてる~ | Overnight Sensation ~時代はあなたに委ねてる~ | TRF                                      |
| 38   | 1996년 | Don't Wanna Cry                              | Don't Wanna Cry                              | 아무로 나미에                            |
| 39   | 1997년 | Can You Celebrate?                           | Can You Celebrate?                           | 아무로 나미에                            |
| 40   | 1998년 | wanna Be A Dreammaker                        | wanna Be A Dreammaker                        | globe                                    |
| 41   | 1999년 | Winter,again                                 | Winter,again                                 | GLAY                                     |
| 42   | 2000년 | TSUNAMI                                      | TSUNAMI                                      | 사잔 오루 스타즈                         |
| 43   | 2001년 | Dearest                                      | Dearest                                      | 하마사키 아유미                          |
| 44   | 2002년 | Voyage                                       | Voyage                                       | 하마사키 아유미                          |
| 45   | 2003년 | No Way to Say                                | No Way to Say                                | 하마사키 아유미                          |
| 46   | 2004년 | Sign                                         | Sign                                         | 미스터 칠드런                            |
| 47   | 2005년 | Butterfly                                    | Butterfly                                    | 코다 쿠미                                |
| 48   | 2006년 | 一剣                                         | 一剣                                         | 히카와 기요시                            |
| 49   | 2007년 | 츠보미                                       | 츠보미                                       | 코부쿠로                                 |
| 50   | 2008년 | Ti Amo                                       | Ti Amo                                       | EXILE                                    |
| 51   | 2009년 | Someday                                      | Someday                                      | EXILE                                    |
| 52   | 2010년 | I Wish for You                               | I Wish for You                               | EXILE                                    |
| 53   | 2011년 | フライングゲット                             | フライングゲット                             | AKB48                                    |
| 54   | 2012년 | 真夏のSounds good !                          | 真夏のSounds good !                          | AKB48                                    |
| 55   | 2013년 | EXILE PRIDE〜こんな世界を愛するため〜        | EXILE PRIDE〜こんな世界を愛するため〜        | EXILE                                    |
| 56   | 2014년 | R.Y.U.S.E.I.                                 | R.Y.U.S.E.I.                                 | 三代目 J Soul Brothers from EXILE TRIBE  |
| 57   | 2015년 | Unfair World                                 | Unfair World                                 | 三代目 J Soul Brothers from EXILE TRIBE  |
| 58   | 2016년 | あなたの好きなところ                         | あなたの好きなところ                         | 니시노 카나                              |
| 59   | 2017년 | インフルエンサー                             | インフルエンサー                             | 노기자카46                               |
| 60   | 2018년 | シンクロニシティ                             | シンクロニシティ                             | 노기자카46                               |
| 61   | 2019년 | パプリカ                                     | パプリカ                                     | Foorin                                   |
| 62   | 2020년 | 炎                                           | 炎                                           | LiSA                                     |

## 역대 최우수 신인상 수상자·곡
| 횟수 | 연도   | 곡명                                                                        | 곡명                                                                        | 가수                                |
| ---- | ------ | --------------------------------------------------------------------------- | --------------------------------------------------------------------------- | ----------------------------------- |
| 4    | 1962년 | 「なみだ船」 「下町の太陽」                                                 | 「なみだ船」 「下町の太陽」                                                 | 키타지마 사부로 바이쇼 치에코       |
| 5    | 1963년 | 「学園広場」, 「高校三年生」 「島のブルース」, 「私も流れの渡り鳥」         | 「学園広場」, 「高校三年生」 「島のブルース」, 「私も流れの渡り鳥」         | 후나키 가즈오 미사와 아케미         |
| 6    | 1964년 | 「君だけを」, 「17才のこの胸に」 「アンコ椿は恋の花」                       | 「君だけを」, 「17才のこの胸に」 「アンコ椿は恋の花」                       | 사이고 테루히코 미야코 하루미       |
| 7    | 1965년 | 「女心の唄」 「愛して愛して愛しちゃったのよ」                               | 「女心の唄」 「愛して愛して愛しちゃったのよ」                               | 바부 사타케 타시로 미요코           |
| 8    | 1966년 | 「空に星があるように」 「赤い風船」                                         | 「空に星があるように」 「赤い風船」                                         | 아라키 이치로 카토 토키코           |
| 9    | 1967년 | 「恋人と呼んでみたい」 「世界は二人のために」                               | 「恋人と呼んでみたい」 「世界は二人のために」                               | 나가이 히데카즈 사가라 나오미       |
| 10   | 1968년 | 「あなたのブルース」 「くちづけが怖い」 「恋の季節」                        | 「あなたのブルース」 「くちづけが怖い」 「恋の季節」                        | 야부키 켄 쿠미 카오리 핑키와 킬러스 |
| 11   | 1969년 | 「夜と朝のあいだに」                                                        | 「夜と朝のあいだに」                                                        | 피터                                |
| 12   | 1970년 | 「もう恋なのか」                                                            | 「もう恋なのか」                                                            | 니시키노 아키라                     |
| 13   | 1971년 | 「私の城下町」                                                              | 「私の城下町」                                                              | 코야나기 루미코                     |
| 14   | 1972년 | 「芽ばえ」                                                                  | 「芽ばえ」                                                                  | 아사오카 메구미                     |
| 15   | 1973년 | 「わたしの青い鳥」                                                          | 「わたしの青い鳥」                                                          | 사쿠라다 준코                       |
| 16   | 1974년 | 「逃避行」                                                                  | 「逃避行」                                                                  | 아소 요코                           |
| 17   | 1975년 | 「心のこり」                                                                | 「心のこり」                                                                | 호소카와 타카시                     |
| 18   | 1976년 | 「思い出ぼろぼろ」                                                          | 「思い出ぼろぼろ」                                                          | 나이토 야스코                       |
| 19   | 1977년 | 「帰らない」                                                                | 「帰らない」                                                                | 시미즈 켄타로                       |
| 20   | 1978년 | 「かもめが飛んだ日」                                                        | 「かもめが飛んだ日」                                                        | 와타나베 마치코                     |
| 21   | 1979년 | 「私のハートはストップモーション」                                          | 「私のハートはストップモーション」                                          | 쿠와에 토모코                       |
| 22   | 1980년 | 「ハッとして！Good」                                                        | 「ハッとして！Good」                                                        | 타하라 토시히코                     |
| 23   | 1981년 | 「ギンギラギンにさりげなく」                                                | 「ギンギラギンにさりげなく」                                                | 콘도 마사히코                       |
| 24   | 1982년 | 「100%…SOかもね！」                                                         | 「100%…SOかもね！」                                                         | 시부가키대                          |
| 25   | 1983년 | 「気まぐれONE WAY BOY」                                                     | 「気まぐれONE WAY BOY」                                                     | THE GOOD-BYE                        |
| 26   | 1984년 | 「恋はじめまして」                                                          | 「恋はじめまして」                                                          | 오카다 유키코                       |
| 27   | 1985년 | 「C」                                                                       | 「C」                                                                       | 나카야마 미호                       |
| 28   | 1986년 | 「仮面舞踏会」                                                              | 「仮面舞踏会」                                                              | 소년대                              |
| 29   | 1987년 | 「キミはどんとくらい」                                                      | 「キミはどんとくらい」                                                      | 타치바나 리사                       |
| 30   | 1988년 | 「DAYBREAK」                                                                | 「DAYBREAK」                                                                | 오토코구미                          |
| 31   | 1989년 | 「ふりむけばヨコハマ」                                                      | 「ふりむけばヨコハマ」                                                      | 마르시아                            |
| 32   | 1990년 | 「愛されてセレナーデ」 「一円玉の旅がらす」 「さよなら人類」 「お祭り忍者」 | 「愛されてセレナーデ」 「一円玉の旅がらす」 「さよなら人類」 「お祭り忍者」 | 양수경 하레야마 사오리 타마 닌자    |
| 33   | 1991년 | 「やせがまん」 「想い出の九十九里浜」                                       | 「やせがまん」 「想い出の九十九里浜」                                       | 쿠로키 준 Mi-Ke                     |
| 34   | 1992년 | 「大阪すずめ」 「You're the Only…」                                         | 「大阪すずめ」 「You're the Only…」                                         | 나가이 미유키 오노 마사토시         |
| 35   | 1993년 | 「Get Along Together」                                                      | 「Get Along Together」                                                      | 야마네 야스히로                     |
| 36   | 1994년 | 「海峡恋歌」                                                                | 「海峡恋歌」                                                                | 니시오 유키                         |
| 37   | 1995년 | 「桃と林檎の物語」                                                          | 「桃と林檎の物語」                                                          | 미야마 준코                         |
| 38   | 1996년 | 「アジアの純真」                                                            | 「アジアの純真」                                                            | PUFFY                               |
| 39   | 1997년 | 「precious delicious」                                                      | 「precious delicious」                                                      | 지넨 리나                           |
| 40   | 1998년 | 「抱いてHOLD ON ME！」                                                      | 「抱いてHOLD ON ME！」                                                      | 모닝구무스메                        |
| 41   | 1999년 | 「SHOOTING STAR」                                                           | 「SHOOTING STAR」                                                           | 핫탄 아미카                         |
| 42   | 2000년 | 「箱根八里の半次郎」                                                        | 「箱根八里の半次郎」                                                        | 히카와 키요시                       |
| 43   | 2001년 | 「Paradox」                                                                 | 「Paradox」                                                                 | w-inds.                             |
| 44   | 2002년 | 「WILL」                                                                    | 「WILL」                                                                    | 나카시마 미카                       |
| 45   | 2003년 | 「もらい泣き」                                                              | 「もらい泣き」                                                              | 히토토 요                           |
| 46   | 2004년 | 「さくらんぼ」                                                              | 「さくらんぼ」                                                              | 오오츠카 아이                       |
| 47   | 2005년 | 「BLOOD on FIRE」                                                           | 「BLOOD on FIRE」                                                           | AAA                                 |
| 48   | 2006년 | 「三日月」                                                                  | 「三日月」                                                                  | 아야카                              |
| 49   | 2007년 | 「都会っ子純情」                                                            | 「都会っ子純情」                                                            | ℃-ute                               |
| 50   | 2008년 | 「海雪」                                                                    | 「海雪」                                                                    | 제로                                |
| 51   | 2009년 | 「ガラガラGO」                                                              | 「ガラガラGO」                                                              | 빅뱅                                |
| 52   | 2010년 | 「夢見る 15歳」                                                             | 「夢見る 15歳」                                                             | 스마이레지                          |
| 53   | 2011년 | 「More Kiss」                                                               | 「More Kiss」                                                               | 페어리즈                            |
| 54   | 2012년 | 「Shine」                                                                   | 「Shine」                                                                   | 이에이리 레오                       |
| 55   | 2013년 | 「HANDS UP!」                                                               | 「HANDS UP!」                                                               | 신자토 코타                         |
| 56   | 2014년 | 「LOVE EVOLUTION」                                                          | 「LOVE EVOLUTION」                                                          | 니시우치 마리야                     |
| 57   | 2015년 | 「ドスコイ!ケンキョにダイタン」                                             | 「ドスコイ!ケンキョにダイタン」                                             | 코부시팩토리                        |
| 58   | 2016년 | DUMB & DUMBER                                                               | DUMB & DUMBER                                                               | iKON                                |
| 59   | 2017년 | 就活センセーション                                                          | 就活センセーション                                                          | 츠바키팩토리                        |
| 60   | 2018년 | 下町純情                                                                    | 下町純情                                                                    | 타츠미 유우토                       |
| 61   | 2019년 | 眼鏡の男の子                                                                | 眼鏡の男の子                                                                | BEYOOOOONDS                         |